# Chnodomar
Chnodomar (lat. Chnodomarius) war bis 357 alamannischer Kleinkönig in der Ortenau. Er war Bruder des Mederich und Onkel des Agenarich (Serapio).

## Leben
Der römische Historiker Ammianus Marcellinus berichtet voller Bewunderung und Abscheu von Chnodomar. Er schildert ihn als „.. der ruchlose Anstifter des Kriegssturmes, ... ohne Maß, .. der Hauptantreiber zu gefährlichen Wagnissen, mit seiner stolzen Miene, hochgemut durch seine häufigen Erfolge.“ In der Schlacht schildert er ihn, „mit einem flammenden roten Wulst von Haaren auf dem Haupt, furchtlos im Bewusstsein seiner ungeheuren Körperkraft,..., unmenschlich groß auf seinem schäumenden Roß, hoch aufgerichtet mit der Lanze von fürchterlicher Länge, im Glanz sichtbar von den anderen, ein tapferer Kämpfer und als fähiger Heerführer den übrigen überlegen.“
Chnodomar zog 350, ermuntert von Kaiser Constantius II., gegen den Usurpator Magnentius nach Gallien und besiegte dessen Caesar (Unterkaiser) Decentius. Nach diesem Sieg setzten die Alamannen unter Chnodomar ihre Expansion gegen die Provinz Germania prima fort und beanspruchten größere Teile des linksrheinischen Gebiets, die sich auch besetzt hielten. Constantius II., der Magnentius 353 entscheidend schlagen konnte, zog 354, nach dem Selbstmord des Magnentius und des Decentius, von Arles rhoneaufwärts gegen die Alamannen. Er bekämpfte bei Augusta Raurica (Kaiseraugst) aber nicht Chnodomar, sondern die alamannischen Könige Gundomad und Vadomar.
Kaiser Constantius II. ernannte aufgrund der nach wie vor kritischen Lage in den germanischen Provinzen am 6. November 355 seinen Vetter Julian zum Caesaren. Er schickte Julian sowie den Heermeister Barbatio 357 nach Augusta Raurica, um die Alamannen zu bezwingen. Aufgrund des Laeten-Aufstands und laut dem Geschichtsschreiber Ammianus Marcellinus auch durch das Verschulden Barbatios, der Julian angeblich keine Erfolge gönnte, gelang es den Alamannen, das zahlenmäßig überlegene römische Heer in die Flucht zu schlagen. Daraufhin versammelten die Alamannenkönige Hortar, Suomar, Ur, Ursicinus, Vestralp, zehn Unterkönige sowie viele Adlige unter der Führung von Chnodomar und seinem Neffen Agenarich (Serapio) ihre Heere und zogen in die Schlacht von Argentoratum, um ihren Anspruch auf die linksrheinischen Gebiete zu bekräftigen.
In der Schlacht befehligte Chnodomar den linken Flügel und die Mitte des alamannischen Heeres. Als sich der Sieg des römischen Heeres abzeichnete, versuchten Chnodomar und seine überlebenden Alamannen über den Rhein zu entkommen. Eine römische Kohorte soll ihn aber auf einer bewaldeten Anhöhe gestellt und dort unversehrt mitsamt seiner Gefolgschaft gefangen genommen haben. Chnodomar wurde Caesar Julian vorgeführt und bat ihn um Gnade. Julian sendete ihn zu Kaiser Constantius II., der ihn wiederum nach Rom schicken ließ. Dort wurden er und ein anderer gefangener Alamannenkönig bei einem Triumphzug mitgeführt. Chnodomar wurde danach in einem Fremdenlager auf dem Mons Caelius interniert, wo er an Altersschwäche gestorben sein soll.
Eine andere Schreibweise seines Namens, nämlich Knodomar, wird z. B. im Drama Kaiser und Galiläer von Henrik Ibsen benutzt.